# Decrets de Coptos

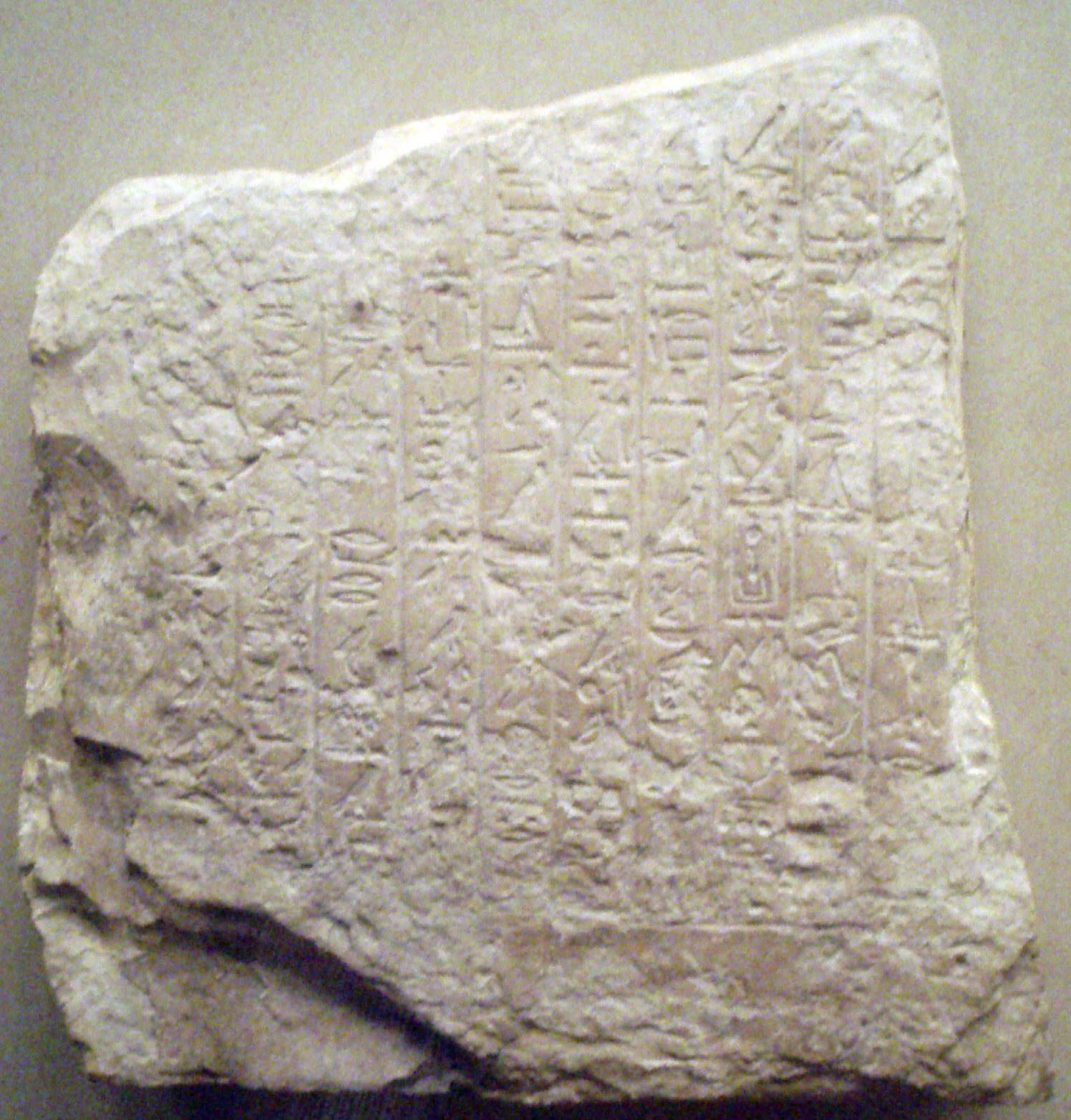
Fragment del Decret d, emés per Pepi II, custodiat encara al Museu Metropolità d'Art

Els Decrets de Coptos són 18 reials decrets complets o en fragments de l'antic Egipte que van des de la Dinastia VI (2345–2180 abans de la nostra era) fins a la Dinastia VIII (c. 2170 ae).
Els primers van ser emesos per Pepi I i Pepi II per a afavorir el clergat del Temple de Min, mentre que altres se n'han datat del regnat de faraons de les dinasties VII i VIII, i tracten d'alguns favors concedits a un  important oficial de Coptos anomenat Shemay i a la seua família. Els decrets reflecteixen la decadència del poder dels faraons a la primeria del Primer període intermedi d'Egipte.
Els decrets de Coptos no s'han de confondre amb el Decret de Coptos de Nubjeperra Intef, un document únic datat de la Dinastia XVII d'Egipte.

## Descobriment dels decrets
Es descobriren deu decrets entre el 1910–1911, durant les excavacions del Temple de Min de Coptos dirigides per Adolphe Reinach i Raymond Weill, que treballaven per a la Société Française des fouilles archéologiques. Els decrets havien estat acuradament col·locats sota les ruïnes d'una estructura de rajola d'època romana. Els decrets restants provenen de les mateixes excavacions o d'altres d'il·legals que foren venuts a Luxor, el 1914, al Museu Metropolità d'Art, i encara hi resten.
Els decrets estan inscrits en esteles de pedra calcària, i durant molt de temps estigueren perduts perquè eren en un mur de rajola d'un vestíbul del Temple de Min. Amb el temps, l'espai disponible al temple era escàs i els decrets de Coptos foren desmuntats per a fer lloc a nous decrets, la qual cosa n'explica el desplaçament.

## Implicacions polítiques

### Declivi de l'Imperi Antic
Els decrets són un indici del poder dels nomarques al final de l'Imperi Antic d'Egipte i començaments del Primer Període Intermedi. Els decrets g a r s'adrecen a Shemay, el seu fill Idy i un dels seus germans. Shemay, el nomarca de Coptos, és promogut a governador de l'Alt Egipte i després a visir, i el seu fill Idy pren el seu càrrec després.
Alan H. Gardiner I William C. Hayes troben el decret r particularment notable perquè, tot i que és emés pel faraó, el decret només parla del benestar i propietats del visir Idy. Per a Hayes això reflecteix el fet que, al final de la Dinastia 8a, el poder reial havia disminuït tant que en devia la supervivència als nomarques. El nomarca de Coptos hauria estat molt estimat pel governant de Memfis, que va estar controlat pels nomarques de l'Egipte Mitjà, sobretot pels d'Heracleòpolis Magna, els quals aviat l'enderrocarien per a fundar la Dinastia IX d'Egipte.

### Dinastia de Coptos
El descobriment dels decrets, al principi, fou considerat per Kurt Sethe per a suggerir la hipòtesi de l'existència d'una "Dinastia de Coptos", un llinatge local d'alguns governants independents durant el Primer Període Intermedi, identificat amb els emissors dels decrets posteriors a la Dinastia VI. Aquesta hipòtesi és hui considerada poc probable, perquè és molt improbable que un rei de Coptos nomenàs un visir que manàs sobre la mateixa zona.

## Llista completa
Els decrets estan denominats amb lletres de l'alfabet llatí, començant amb el "Decret de Coptos a" i acabant amb el "Decret de Coptos r".